# Nicrophorus olidus
Nicrophorus olidus är en skalbaggsart som beskrevs av Matthews 1888. Nicrophorus olidus ingår i släktet Nicrophorus och familjen asbaggar. Inga underarter finns listade i Catalogue of Life.